# Santa Lucía (Cartagena)
Santa Lucía es una  diputación del municipio de Cartagena de la comunidad autónoma de Murcia en España. Se encuentra al SO del centro de la ciudad, está considerada como parte del Área Urbana Central de la ciudad y limita al norte con El Hondón, al este con Alumbres, al sur con Escombreras y al oeste con el centro de la ciudad.

## Historia
El principal núcleo de población de esta diputación es el barrio de Santa Lucía cuya fundación data de los primeros años de la dominación romana y era considerado como suburbio de Cartago Nova. Estaba habitado por ciudadanos de todas clases sociales y nacionalidades dedicadas a oficios relacionados con el mar, sobre todo. 
A partir de la destrucción de Cartagena por los bárbaros, la zona permaneció casi abandonada ya que estaba expuesta a desembarcos de enemigos. Tan solo pescadores de pocos recursos habitaban las suntuosas ruinas de las villas de los potentados romanos. 
A mediados del siglo XVII comenzaron a levantarse edificios en la zona y ocurrió cierta repoblación. Finalizada la Guerra de Sucesión Española el ritmo de construcción se aceleró debido a su proximidad con el centro de la ciudad, que presentaba sobrepoblación por la cantidad de obreros que trabajaban en las obras del Arsenal de Cartagena. En el año 1672 se construyó la batería de artillería Trincabotijas en Cala Cortina.
En el último tercio del siglo XVIII se construyó el paseo de las Delicias, el Jardín Botánico y la Academia de Botánica, estos últimos a ambos lados del paseo. 
En excavaciones practicadas a mediados del siglo XVIII, con motivo de la concesión de numerosas licencias para edificar, se hallaron interesantes restos de época romana: columnas, capiteles, cornisas, pavimentos de mosaicos policromados, lápidas, trozos de esculturas, monedas, conducciones de agua para las termas y cerámicas, depositadas hoy día en el Museo Arqueológico Municipal de Cartagena.
En 1755 Santa Lucía tenía 507 habitantes. En 1842 llegó a tener un ayuntamiento propio y se constituyó la villa de Santa Lucía con las siguientes diputaciones: Alumbres, El Algar, Rincón de San Ginés, El Hondón, San Félix y El Garbanzal. Pero el 3 de julio de 1843, el ayuntamiento se suprimió y pasó nuevamente al término municipal como diputación. 
En el año 1847 la población ya era de 1.904 habitantes y la zona tenía la configuración de barrio extramuros de la ciudad. En el año 1907 comenzó el tendido de cables de línea del tranvía eléctrico, que desde la Puerta de Murcia llegó al barrio y sustituyó a los de tracción animal. 
El 31 de diciembre de 1920, Santa Lucía ya contaba con 6.101 habitantes. La guía oficial de 1923 articula esta diputación en los siguientes barrios: Barranco del Feo, Casas de Girón, Cabezo de los Moros, Casas de San Julián, Lo Campano, Huerto de Calín, Molino de Piedra y Los Mateos. Para entonces ya existían las fábricas de Peñarroya, la de Cristal, la de Mosaicos, Fundición de hierros, mufla para el decorado del vidrio y porcelana y astilleros para la construcción y reparación de embarcaciones de madera, así como un gran taller de mecánica y garaje. 
En 1930, tiene 7.879 habitantes de derecho y 7.381 de hecho. La diputación de Santa Lucía está dividida en cuatro barrios, pertenece al 5º distrito y tiene los siguientes caseríos y parajes: Santa Lucía, Los Mateos, Cañerías, Molino de la Piedras, Molineta, Lo Campano, Camino del Cementerio, Los Grifos, Fábrica del Cobre, San Julián y San Pedro del Mar. Durante La Guerra Civil (1936-1939) pasó a denominarse Francisco Ferrer.
A lo largo del siglo XX las actividades pesqueras cobraron relevancia y las industriales se fueron deslocalizando a otras zonas de la ciudad más alejadas del centro.

## Demografía
El padrón municipal de 2016 asigna a la diputación 6.822 habitantes (963 extranjeros), repartidos en los siguientes núcleos de población conurbados entre sí y con otros barrios de la ciudad: Bda. Santiago (794); Lo Campano (682); Los Mateos (2.039); Santa Lucía (3.303); y Santa Lucía (diseminado) (4).

## Lugares de interés
- Hospital Santa Lucía de Cartagena
- Castillo de los Moros (Cartagena)
- Castillo de San Julián
- Cala Cortina

## Festividades
Algunas de las festividades de los barrios de esta diputación son:
- Los Mateos, 15 a 18 de agosto
- Santa Lucía Juegos Jacobeos, 19 al 25 de julio
- Barriada Santiago, 15 de agosto a 3 de septiembre
- Lo Campano, 6 a 8 de septiembre